# Miami-Dade Expressway Authority
Die Miami-Dade Expressway Authority (MDX) ist eine im Dezember 1994 gegründete Behörde des US-Bundesstaates Florida. Seit 1997 betreibt und unterhält sie fünf Schnellstraßen im Miami-Dade County, die zuvor im Besitz des Florida Department of Transportation (FDOT) waren.
- Gratigny Parkway (SR 924)
- Airport Expressway (SR 112)
- Dolphin Expressway (SR 836)
- Don Shula Expressway (SR 874)
- Snapper Creek Expressway (SR 878)

Zum Unterhalt der Straßen und auch der ganzen Behörde werden an jeder der fünf Straßen auf ganzer Länge oder einzelnen Abschnitten Mautgebühren erhoben. Seit 2010 geschieht dies an drei der fünf Straßen rein elektronisch über das System SunPass. Fahrzeuge ohne Transponder werden zur Gebührenabrechnung über das Kfz-Kennzeichen erfasst. Bis Ende 2013 werden alle Straßen auf diese Methode umgestellt.